# Chapman (månekrater)
Chapman er et nedslagskrater på Månen. Det befinder sig på Månens bagside lige bag den nordvestlige rand og er opkaldt efter den britiske geofysiker Sydney Chapman (1888 – 1970).
Navnet blev officielt tildelt af den Internationale Astronomiske Union (IAU) i 1970. 

## Omgivelser
Chapmankrateret ligger nordøst for Ryninkrateret og i sydlig retning fra den store bjergomgivne slette Poczobutt.

## Karakteristika
Dette er en gammel, eroderet kraterformation, hvis landskabstræk er blevet udjævnet og nedslidt af senere nedslag, så det nu kun danner en skålformet forsænkning i overfladen. Randen er cirkulær over det meste af omkredsen, men "Chapman W" er brudt igennem den langs den sydlige side. Der er en unavngiven kraterlignende sænkning i overfladen, som er forbundet med den sydvestlige rand, og der er kanten lav og har mindre bredde end den øvrige indre kratervæg.
Der ligger adskillige små kratere langs den ydre rand og den indre væg, herunder et forbundet kraterpar, som danner en kløft i den vestlige rand. Langs den nordvestlige rand er der også en snæver kløft, som løber fra den vestlige rand mod nord. Kraterbunden er forholdsvis flad og uden særlige formationer i sammenligning med det forrevne terræn, som omgiver krateret. Dog er den arret af adskillige småkratere i den sydøstlige side.

## Satellitkratere
De kratere, som kaldes satellitter, er små kratere beliggende i eller nær hovedkrateret. Deres dannelse er sædvanligvis sket uafhængigt af dette, men de får samme navn som hovedkrateret med tilføjelse af et stort bogstav. På kort over Månen er det en konvention at identificere dem ved at placere dette bogstav på den side af satellitkraterets midte, som ligger nærmest hovedkrateret. Chapmankrateret har følgende satellitkratere:
| Chapman | Længde  | Bredde   | Diameter |
| ------- | ------- | -------- | -------- |
| D       | 51,4° N | 96,8° V  | 39 km    |
| M       | 49,0° N | 100,7° V | 38 km    |
| V       | 51,0° N | 103,8° V | 21 km    |